# Wilken von Alten
Wilken von Alten  (* 14. Mai 1885 in Hannover; † 19. August 1944 in Bremen) war ein deutscher Kunsthistoriker und Kustos der Bremer Kunsthalle.

## Leben
Wilken von Alten stammte aus dem niedersächsischen Adelsgeschlecht Alten. In Hannover absolvierte er das Gymnasium. Er studierte Kunstgeschichte und Klassische Archäologie an der Universität Berlin, der Universität Grenoble und der Universität München. In München wurde er 1912 zum Dr. phil. promoviert.
1913 wurde er wissenschaftlicher Assistent an der Bremer Kunsthalle. Im Ersten Weltkrieg war er Soldat und bis 1919 in englischer Gefangenschaft. 1919 kehrte an die Kunsthalle zurück und wurde 1933 Kustos. Er betreute das Kupferstichkabinett der Kunsthalle und ordnete und ergänzte die Bestände. Er veröffentlichte einige Abhandlungen zu den Kupferstichen, vor allem über Handzeichnungen wie die von Rembrandt van Rijn. Schon 55 Jahre alt, war er 1940/41 als Heeressoldat im Zweiten Weltkrieg aktiv. Danach sicherte er die Bestände der Kunsthalle. 1944 fand er bei einem Bombenangriff auf Bremen den Tod. 1945 wurde der Kunsthistoriker Günter Busch sein Nachfolger als Kustos.

## Schriften
- Geschichte des altchristlichen Kapitells. Ein Versuch: Delphin-Verlag, München 1913 (= Dissertation)
- Rembrandt mit 120 Rembrandt-Zeichnungen. Rembrandt-Verlag. Berlin 1947.